# تالار دولتی فیلارمونیک آکادمیک جمهوری آذربایجان
تالار دولتی فیلارمونیک آکادمیک جمهوری آذربایجان (ترکی آذربایجانی: Müslüm Maqomayev adına Azərbaycan Dövlət Akademik Filarmoniyası) سالن اصلی موسیقی در جمهوری آذربایجان به حساب می‌آید که در باکو، پایتخت این کشور قرار دارد.

## تاریخچه
تالار دولتی فیلارمونیک آکادمیک جمهوری آذربایجان به درخواست نخبگان شهر باکو و با طراحی گابریل میکائیلیان، معمار ارمنی‌تبار، با نمای ظاهری در سبک رنسانس ایتالیا و نمای داخلی در سبک و و سیاق روکوکو در میان سال‌های ۱۹۱۰ تا ۱۹۱۲ بنا نهاده شد. بنا با الهام از ساختمان‌های موجود در داخل کازینو مونت کارلو، به ویژه «اپرا ده منته کارلو» طراحی شد. این تالار که تا سال ۱۹۳۶ به «مرکز تابستانی برای اجتماعات عمومی» معروف بود، در سالهای بدوی به عنوان باشگاهی برای ثروتمندان باکو ایجاد شده بود، که در آنجا ضیافت‌ها و سرگرمی‌هایی انجام می‌دادند. طی جنگ داخلی روسیه جهت برگزاری تجمعات عمومی مورد استفاده واقع بود. در سال ۱۹۳۶ بود که این ساختمان جهت قراردهی مقر جامعه فیلارمونیک در آن با هدف ترویج موسیقی سنتی و فولکلور آذربایجانی دوباره سازماندهی شد. بعد از ۱۱ اوت سال ۱۹۳۷ که بازسازی‌هایی در این بنا انجام گرفت، به اسم ماقمایف نامگذاری شد.
در سال ۱۹۵۵ تالار به منظور انجام بازسازی‌های مجدد به مدت ۸ سال تعطیل شد. ولی بنابر دلایل نامشخص در حین این سال‌های هیچ کاری روی ساختمان اجرا نشد تا اینکه حیدر علی‌اف، رئیس‌جمهور وقت آذربایجان، دستور ویژه ای را در این خصوص داد. در ناریخ ۲۷ ژانویه ۲۰۴۴ مراسم افتتاحیه این ساختمان کاملاً نوسازی شده با حضور گسترده مقامات کشور و افراد شناخته شده از جمله حیدر علی‌اف، رئیس‌جمهور وقت آذربایجان، فولاد بلبل‌اوغلو، خواننده نام‌آور، مستیسلاف روستروپوویچ، نوازندهٔ معروف ویولنسل و رهبر ارکستر، فرهاد بدل‌بیگلی، نوازنده پیانو، آهنگساز و موسیقی‌شناس سرشناس، برگزار شد.

## ساختار
- ارکستر دولتی سمفونیک جمهوری آذربایجان
- کاپلای دولتی کر جمهوری آذربایجان
- ارکستر دولتی مجلسی جمهوری آذربایجان
- تریو دولتی پیانوی جمهوری آذربایجان
- کوارتت دولتی زهی جمهوری آذربایجان
- گروه دولتی موسیقی و رقص آذربایجان
- ارکستر دولتی سازهای محلی جمهوری آذربایجان